# Alfried Wieczorek

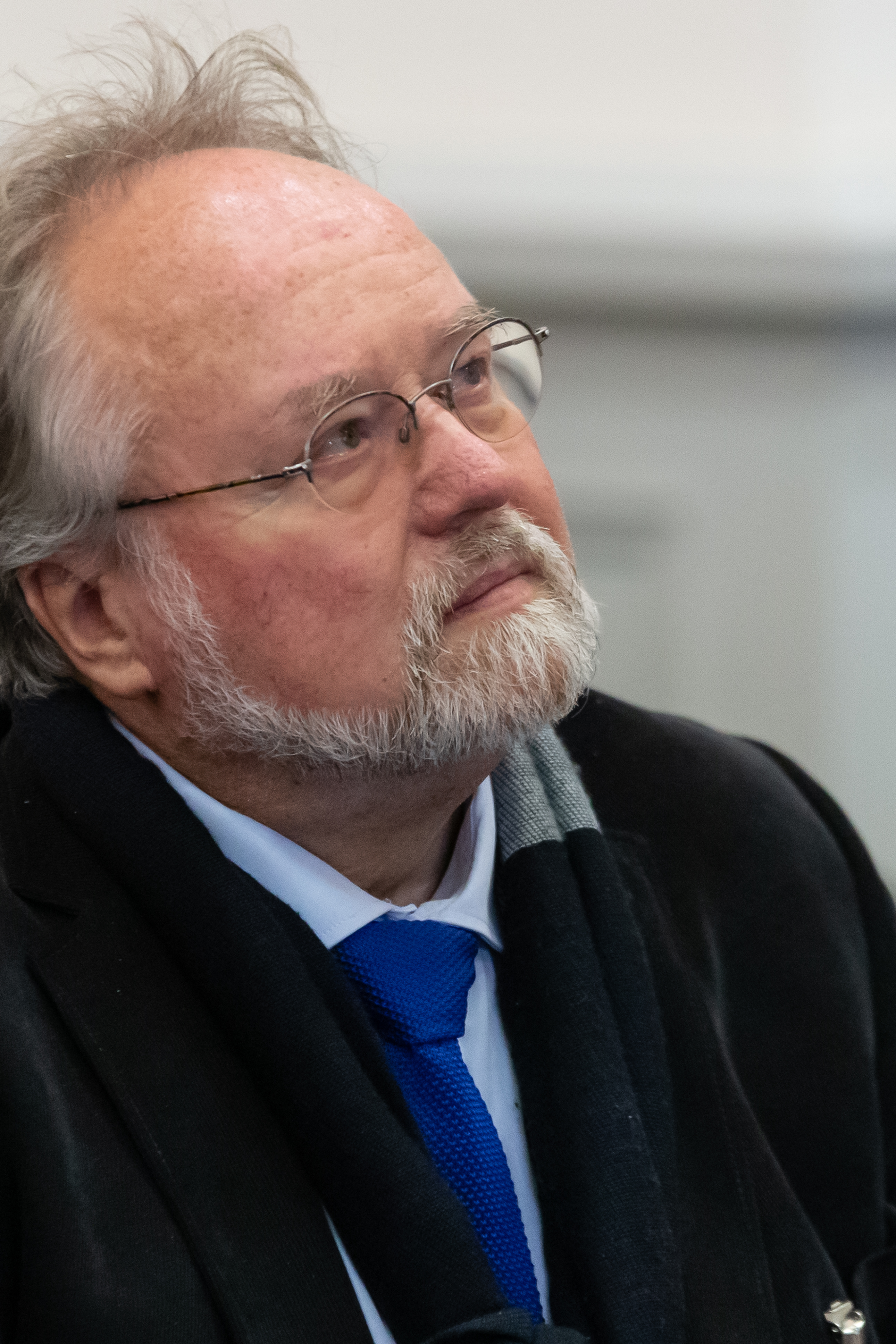
Alfried Wieczorek (2018)

Alfried Wieczorek (* 15. August 1954 in Hildesheim) ist ein deutscher Archäologe und Museumsleiter. Er ist seit Anfang 2022 Vorstandsvorsitzender der Europäischen Stiftung Kaiserdom zu Speyer. Zuvor war er von 1999 bis 2020 Generaldirektor der Reiss-Engelhorn-Museen in Mannheim und von 2017 bis 2022 Präsident des Deutschen Verbands für Archäologie. Politisch engagiert sich Wieczorek für die CDU.

## Leben und Wirken
Sein Studium in Frankfurt am Main, München und Mainz in den Hauptfächern Vor- und Frühgeschichte und Evangelische Theologie im Doppelstudium sowie den Nebenfächern Geschichte, Kunstgeschichte und Klassische Archäologie schloss er 1984 mit der Promotion bei Michael Müller-Wille ab. Es folgten Tätigkeiten als Wissenschaftlicher Mitarbeiter bei der Römisch-Germanischen Kommission des Deutschen Archäologischen Instituts in Frankfurt und am Ökumenischen Institut der Universität Heidelberg. An dieser Universität wurde er 1986 zum Gründungs-Geschäftsführer des „Internationalen Wissenschaftsforums“ berufen.
Nachdem Wieczorek seit 1990 für das Reiss-Museum Mannheim als Leiter der Archäologischen Denkmalpflege und der Zentralabteilung Ausstellungs- und Öffentlichkeitsarbeit sowie Museumspädagogik tätig gewesen war, wurde er dort 1994 zum stellvertretenden Direktor und wissenschaftlichen Direktor berufen. 1999 folgte als Nachfolger von Karin von Welck die Ernennung zum Leitenden Direktor der Museen, die am 25. Oktober 2001 in Reiss-Engelhorn-Museen umbenannt wurden. In seiner Funktion als Direktor des Museums initiierte Wieczorek in internationaler Kooperationen mit anderen Museen, Universitäten und weiteren Institutionen zahlreiche Ausstellungen.
Seit 1993 ist Wieczorek im Ehrenamt geschäftsführendes Vorstandsmitglied der Deutschen Verbände für Altertumsforschung, von 1993 bis 2004 war er geschäftsführender Vorstandsvorsitzender des Schulträgervereins der Evangelischen Landeskirche Baden und der Stiftung für das private Johann-Sebastian-Bach-Gymnasium in Mannheim. Im Dezember 1998 berief ihn die Fachhochschule für Technik und Wirtschaft Berlin zum Honorarprofessor für das Fach Museumskunde und Restaurierung. Von März 1999 bis 2008 war er Vorstandsmitglied im Museumsverband Baden-Württemberg und seit Juni 2002 ist er Vorsitzender des West- und Süddeutschen Verbandes für Altertumsforschung. 2011 wurde Wieczorek zu einem der vier Vizepräsidenten des Deutschen Verbands für Archäologie gewählt. Vom 5. Juli 2017 bis Juni 2022 war er der Präsident dieses Dachverbandes.

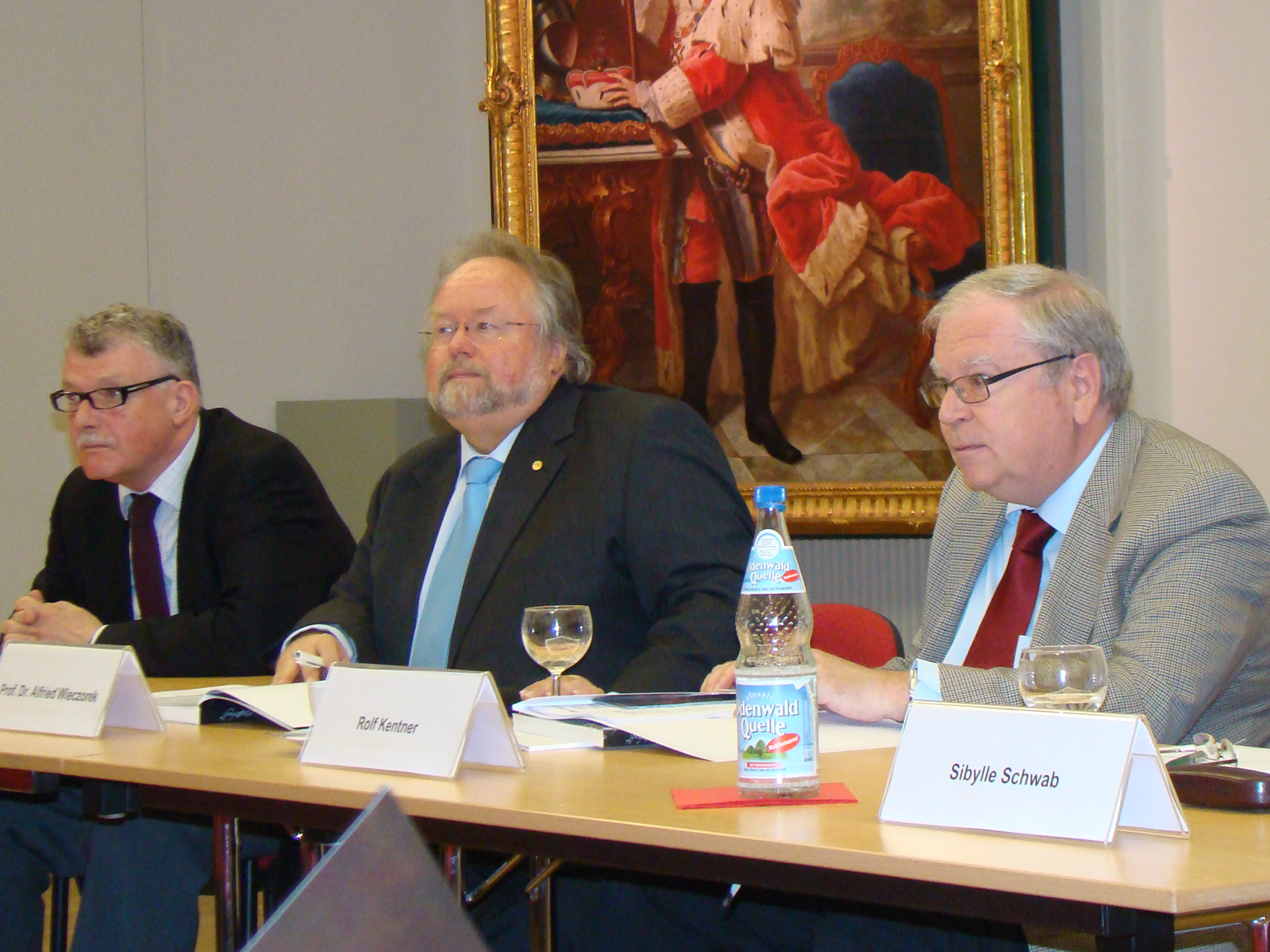
Hans-Jürgen Buderer, Alfried Wieczorek und Rolf Kentner (von links) bei einer Pressekonferenz der Reiss-Engelhorn-Museen Mannheim im Mai 2011

Wieczorek sollte 2008 seine Tätigkeit als Präsident des Niedersächsischen Landesamtes für Denkmalpflege aufnehmen und wurde 2009 als zukünftiger Generaldirektor eines Museumsverbundes aus Römisch-Germanischem Museum, Kölnischem Stadtmuseum und Archäologischer Zone in Köln gehandelt. In beiden Fällen verzichtete er aber und blieb Generaldirektor der neu strukturierten Museumslandschaft um die Reiss-Engelhorn-Museen. Von 2002 bis Ende 2020 war er Vorstandsvorsitzender der Curt-Engelhorn-Stiftung für die Reiss-Engelhorn-Museen. Im Jahr 2008 folgte die Gründung der Bassermann-Kulturstiftung, deren Vorstandsvorsitzender Wieczorek ist. Im Jahr 2013 brachte die Gründung der Brombeeren-Stiftung für die Reiss-Engelhorn-Museen die Verdoppelung des Stiftungskapitals. Auch in dieser Stiftung ist Wieczorek der Vorstandsvorsitzende. Das Land Baden-Württemberg verlieh Wieczorek im Dezember 2013 den Ehrentitel eines Professors.
Bei der Gemeinderatswahl 2019 in Mannheim kandidierte Wieczorek für die CDU. Er wurde gewählt, konnte sein Mandat aber erst nach dem Ende seiner Tätigkeit als Museumsdirektor zum Jahreswechsel 2020/21 ausüben, da Stadtangestellte nicht zugleich der Kommunalversammlung angehören dürfen. Zur Landtagswahl in Baden-Württemberg 2021 trat Wieczorek für die CDU im Wahlkreis Mannheim II an. Mit 16,7 % der Stimmen unterlag er dort der Grünen-Kandidatin Elke Zimmer und verfehlte den Einzug in den Landtag. Bei der Kommunalwahl 2024 trat er nicht für eine Wiederwahl an.
Am 1. Januar 2021 wurde Wilfried Rosendahl sein Nachfolger bei den Reiss-Engelhorn-Museen. Wieczorek blieb aber Vorstandsvorsitzender der Bassermann-Kulturstiftung. Zum 1. Januar 2022 hat er in der Nachfolge von Peter Frankenberg sein Amt als Vorstandsvorsitzender der Europäischen Stiftung Kaiserdom zu Speyer angetreten.
Wieczorek ist seit 1979 mit der Theologin Ulrike Link-Wieczorek verheiratet und hat zwei gemeinsame Töchter.